# Tanaica hyalipennis
Tanaica hyalipennis är en tvåvingeart som först beskrevs av Mario Bezzi 1924.  Tanaica hyalipennis ingår i släktet Tanaica och familjen borrflugor. Inga underarter finns listade i Catalogue of Life.